# Oxid molybdeničitý
Oxid molybdeničitý, MoO2, je fialová pevná látka. V přírodě se vyskytuje jako vzácný minerál tugarinovit.

## Struktura
Krystaluje v monoklinické soustavě a má deformovanou rutilovou (TiO2) strukturu. Oktaedry MoO6 jsou deformovány, atom molybdenu leží mimo střed a tím dochází ke střídání kratší a delší vzdálenosti Mo-O.

## Příprava
Oxid molybdeničitý lze připravit:
- redukcí oxidu molybdenového kovovým molybdenem při teplotě 800 °C (70 hodin):

2 MoO3 + Mo → 3 MoO2
- redukcí oxidu molybdenového vodíkem nebo amoniakem při teplotě pod 470 °C:[4]

MoO3 + H2 → MoO2 + H2O
Monokrystaly lze připravit pomocí CVD v přítomnosti jódu, ten převádí oxid molybdeničitý na těkavý MoO2I2.

## Použití
Oxid molybdeničitý je meziproduktem při průmyslovém zpracování MoS2:
2 MoS2 + 7 O2 → 2 MoO3 + 4 SO2
MoS2 + 6 MoO3 → 7 MoO2 + 2 SO2
2 MoO2 + O2 → 2 MoO3
MoO2 byl popsán jako katalyzátor dehydrogenace alkoholů, reformování uhlovodíků a bionafty. Redukcí MoO2 naneseného na grafit byly připraveny molybdenové nanodráty. Oxid molybdeničitý je také studován jako možný anodový materiál pro Li-ion baterie.